# Linzgau

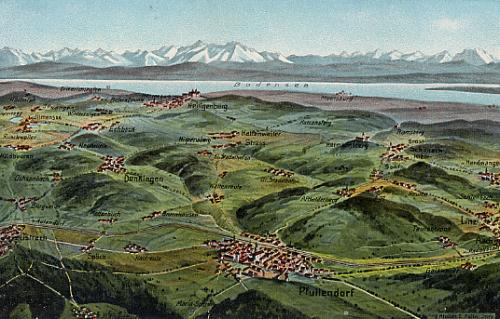
Vista de Linzgau, la región al norte del Lago de Constanza. Tarjeta postal emitida alrededor de 1910

El Linzgau es una comarca en el Sur del Estado Federado de Baden-Württemberg, en Alemania. Limita al sur con en Lago de Constanza y al este con el río Schussen y alcanza  poco más allá de la ciudad de Überlingen por el Oeste y al Norte hasta cerca de Pfullendorf.
- Datos: Q650440